# Tita Merello

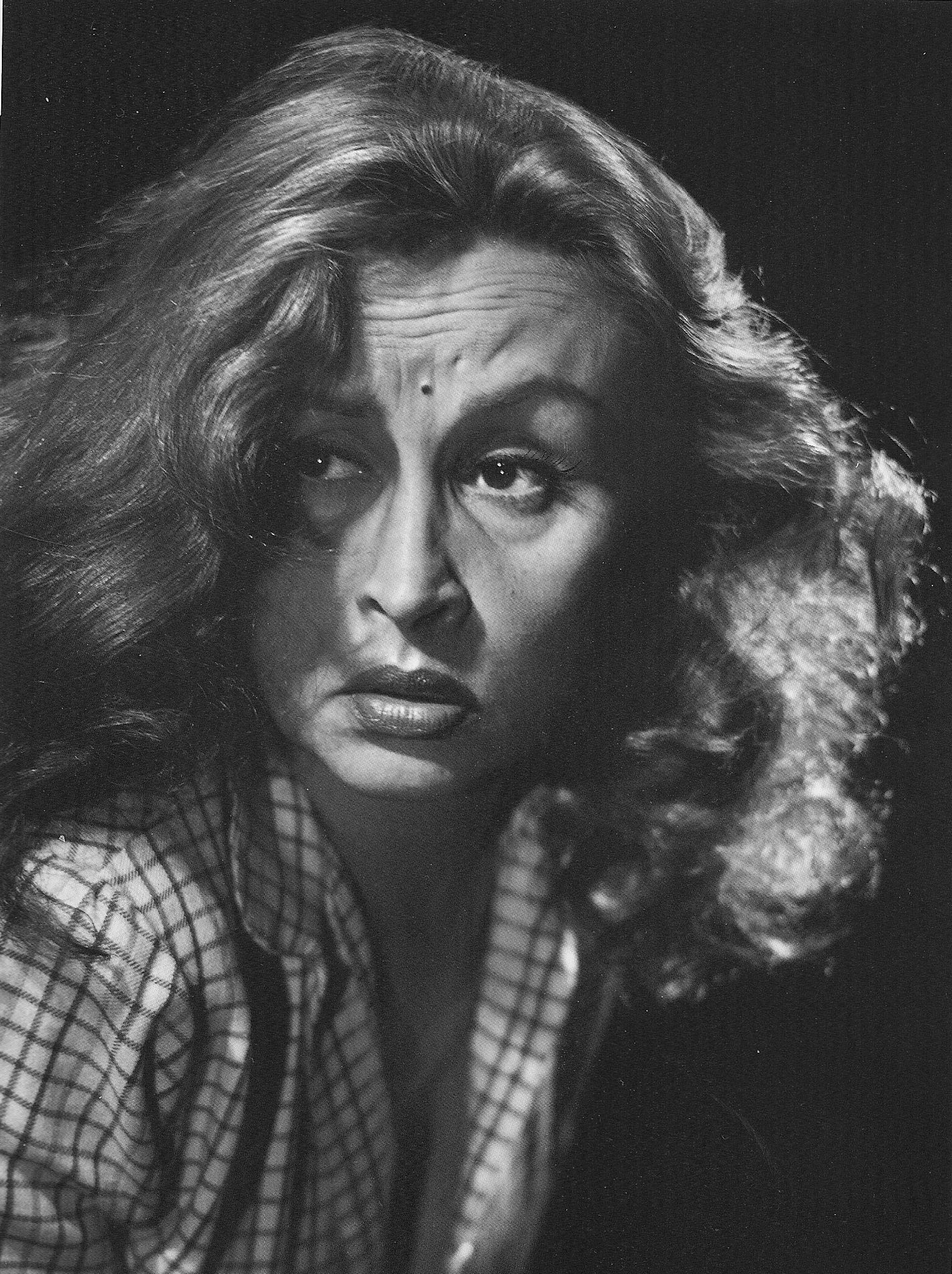
Tita Merello (1952)

 Laura Ana Merello  lepiej znana pod pseudonimem Tita Merello (ur. 11 października 1904; Buenos Aires, zm. 24 grudnia 2002 w Buenos Aires) – argentyńska aktorka, tancerka tanga oraz piosenkarka. Wystąpiła w prawie 45 produkcjach filmowych w latach 1930–1985.
Odeszła z filmu w roku 1985 i zmarła w Wigilię roku 2002 w wieku 98 lat.

## Filmografia
- Viejo smoking (1930)
- Tango! (1933)
- Idolos de la radio (1934)
- Noches de Buenos Aires (1935)
- Así es el tango (1937)
- La fuga (1937)
- Ceniza al viento (1942)
- 27 millones (1942)
- Don Juan Tenorio (1949)
- La historia del tango (1949)
- Morir en su ley (1949)
- Filomena Marturano (1950)
- Arrabalera (1950)
- Los isleros (1951)
- Vivir un instante (1951)
- Pasó en mi barrio (1951)
- Deshonra (1952)
- Guacho (1954)
- Mercado de abasto (1955)
- Para vestir santos (1955)
- El Amor Nunca Muere (1955)
- La morocha (1955)
- Amorina (1961)
- The Escaped|Los evadidos (1964)
- Ritmo nuevo, vieja ola (1964)
- La industria del matrimonio (1964)
- Los hipócritas (1965)
- Al Corazón (1966)
- ¡Ésto es alegría! (1967)
- El Andador (1967)
- ¡Viva la vida! (1969)
- La Madre María (1974)
- El canto cuenta su historia (1976)
- Los miedos (1980)
- Las barras bravas (1985)